# John Russell (équitation)
Pour les articles homonymes, voir John Russell.
John William Russell (né le 2 février 1920 dans le comté de Dauphin (Pennsylvanie) et mort le 30 septembre 2020 à San Antonio (Texas) est un cavalier américain.

## Biographie
John Russell est membre de l'équipe olympique des États-Unis de saut d'obstacles qui est médaillée de bronze aux Jeux olympiques d'été de 1952 à Helsinki.